# Birger Wasenius
Birger Adolf Wasenius (né le 7 décembre 1911 à Helsinki en Uusimaa en Finlande et mort le 2 janvier 1940 à Lunkulansaari en République socialiste soviétique autonome de Carélie en Union des républiques socialistes soviétiques) est un patineur de vitesse finlandais. Sergent-major de l'armée finlandaise, il meurt pendant la Guerre d'Hiver.

## Palmarès

### Jeux olympiques d'hiver
- Jeux olympiques d'hiver de 1936 à Garmisch-Partenkirchen,  Reich allemand
  - 8e du 500 mètres
  -  Médaille de bronze du 1 500 mètres
  -  Médaille d'argent du 5 000 mètres
  -  Médaille d'argent du 10 000 mètres